# Persoonia laurina
Persoonia laurina är en tvåhjärtbladig växtart. Persoonia laurina ingår i släktet Persoonia och familjen Proteaceae.

## Underarter
Arten delas in i följande underarter:
- P. l. intermedia
- P. l. laurina
- P. l. leiogyna